# Belgravia

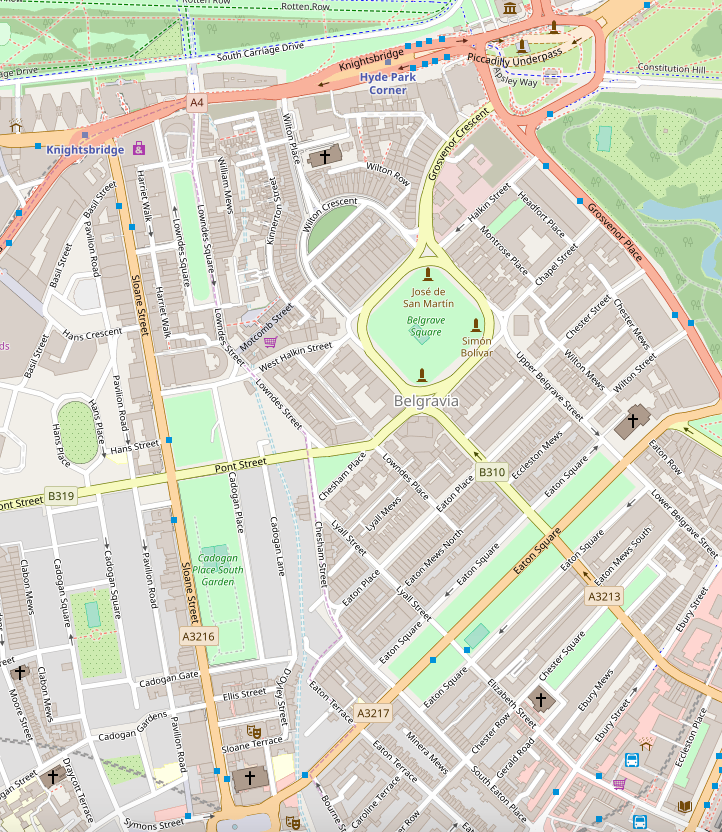
Karta över Belgravia. Hyde Park Corner kan ses högst upp. Belgrave Square Garden ligger något längre ner.

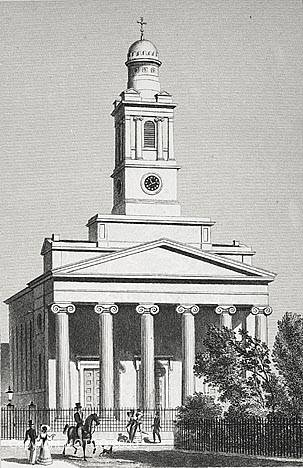
St Peter's Church, Eaton Square, 1827

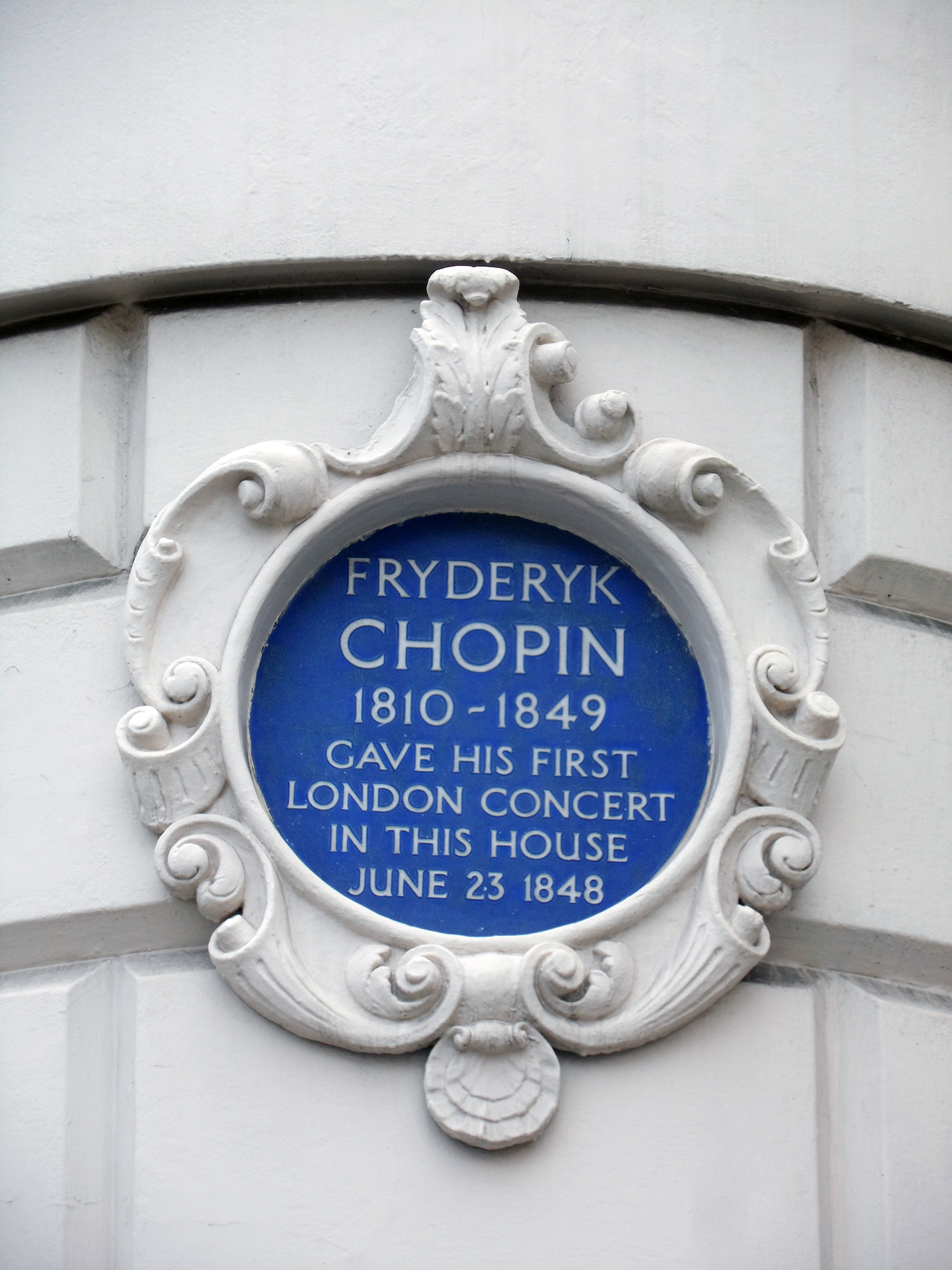
99 Eaton Place

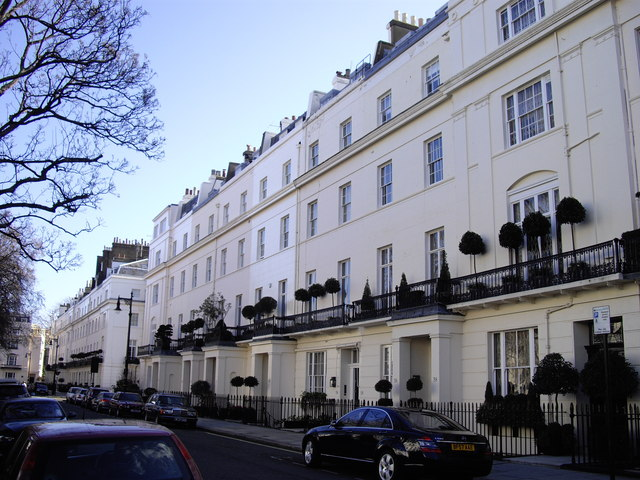
Chester Square, där bland annat Margaret Thatcher bodde efter att hon avgått som premiärminister.

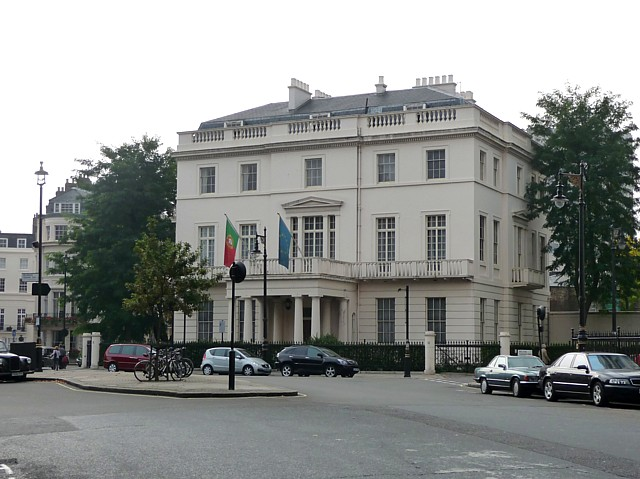
12 Belgrave Square. Denna byggnad, ritad av Robert Smirke 1830-33, är numera Portugals ambassad.

Belgravia är en fashionabel stadsdel (district) i City of Westminster i den brittiska huvudstaden London, projekterad av Robert Grosvenor (till 1802 känd som Viscount Belgrave) från 1826.

## Historia
Det område som nu är Belgravia var för mindre än 200 år en sumpig ödemark som var ett tillhåll för luffare och brottslingar. 1677 förvärvades en 200 tunnland stor tomt av Sir Thomas Grosvenor sedan han hade gift sig med Mary Davies (brorsdotter till Hugh Audley); som hade köpt marken av kungen i början av 1600-talet). Detta utökade Grosvenors redan 100 tunnland stora tomt i Mayfair. Familjen Grosvenor äger fortfarande det 300 hektar stora området, värderat till cirka 10 miljarder pund. En drivkraft för den omvandling som skedde var att det närliggande Buckingham House (eller Queens House) byggdes om och utökades till Buckingham Palace, för att vara bostad åt kung George IV. Detta gav en området däromkring ökad prestige och det utnyttjades av Sir Robert Grosvenor, den första markisen av Westminster. En plan upprättades för att omvandla den leriga marken till ett stort bostadsområde. Arbetet startade 1820 och fortsatte i nästan fyrtio år. Markens lera kunde användas för att tillverka tegelstenar på plats. Nästan alla byggnader är täckta av stuckatur.

## Förmöget område
På det tidiga 2000-talet har en del hus byggts om till bostadshus därför att det inte längre är lika eftertraktat att ha kontorslokaler i de gamla husen som det var under efterkrigstiden på 1900-talet, eftersom antalet superrika i London ligger på en nivå som inte har setts sedan 1939. Det genomsnittliga huspriset i Belgravia i mars 2010 var 6,6 miljoner pund, fast många hus i Belgravia är bland de dyraste i världen, och kostar upp till 100 miljoner pund.
Invånare i Grosvenor Crescent, mellan Hyde Park Corner och Belgrave Square, kan använda Harrods som en kvartersbutik och ha drottningen som granne bara några minuters promenad bort. Enligt vad Lloyds Bank uppgav i december 2014 skulle det vid den tiden kosta 16 918 000 pund att köpa ett typiskt hus i klass II.
Många bostadsfastigheter i Belgravia ägs av rika utlänningar som kan ha lyxbostäder på exklusiva adresser på andra platser i världen, så många av bostäderna kan vara tomma medan deras ägare är någon annanstans. Ökningen av markpriserna har stått i skarp kontrast till medelvärdet för mark i Storbritannien, och lämnar Belgravia tomt och isolerat.

## Ambassadtätt område
Åtskilliga länder över hela världen har sin Londonambassad i Belgravia: Chile, Elfenbenskusten, Frankrike, Kuwait, Turkiet och många andra länder. Österrikes ambassad etablerade sig här redan i slutet av 1800-talet.

## Kändistätt område
Skådespelare och TV-kändisar har länge besökt Belgravia, när de har sökt efter ett hem i London.
Kända personer som bott eller bor i Belgravia är Joan Collins, Michael Caine, Laurence Olivier, Christopher Lee, Vivien Leigh, Lillie Langtry, skådespelerska och berömd älskarinna till Edvard VII, Sarah Brightman, Andrew Lloyd Webber och Elizabeth Hurley. De båda James Bond-skådespelarna Sean Connery och Roger Moore har alla bott i Belgravia, liksom Ian Fleming - författaren som skapade den fiktiva den hemlige agenten James Bond.
Andra författare och poeter som har bott i Belgravia är Noel Coward, Harold Nicolson och hans fru Vita Sackville-West, Virginia Woolf, Alfred Tennyson och skaparen av Frankenstein, Mary Shelley.
Wolfgang Amadeus Mozart skrev sin allra första symfoni på 180 Ebury Street 1764, när han var bara åtta år gammal. Symfonien, som kallas symfoni nr 1, komponerades när den unge Mozart reste i Europa med sin far och han påverkades starkt av Johann Christian Bach, son till Johann Sebastian, som bodde i Belgravia vid den tiden. Även kompositören Frédéric Chopin bodde i området.

## Margaret Thatchers forna bostad
Den stålfodrade, bombskyddande ytterdörren till Chester Square 73 i Belgravia visar vem som bodde här. Detta sexvåningshus med sex sovrum, var Margaret Thatchers sista hem. Hon bodde här efter sin tid som premiärminister, från 1991 tills hon dog 2013. Fastighetsmäklare Savills anser att fastighetens pris på 30 miljoner pund delvis förklaras av att det finns en historisk anknytning till de politiker som har bott här. "Om bara väggarna kunde tala - man kan nästan föreställa sig Ronald Reagan och andra statschefer som sitter med Margaret Thatcher i hennes matsal".

## Chester Square
Chester Square är ett av de tre parktorg, som byggdes av familjen Grosvenor (de andra är Belgrave Square och Eaton Square) när de utvecklade Belgravia på 1800-talet, har flera gånger toppat listan över de dyraste gatorna i huvudstaden. (Mouseprice.com rapporterade, till exempel, ett genomsnittligt fastighetspris på 6,6 miljoner pund under 2010).

## Belgrave Square
På Belgrave Square finns statyer av Christopher Columbus, Simón Bolívar, José de San Martín, Henrik sjöfararen, Robert Grosvenor, 1:e markis av Westminster, en byst of George Basevi och en skulptur med titeln "Homage to Leonardo, the Vitruvian Man", av den italienske skulptören Enzo Plazzotta.